# پوچ (سبزوار)
بهارستان، روستایی است از توابع بخش روداب، دهستان خواشد و در شهرستان سبزوار استان خراسان رضوی ایران.

## جمعیت
این روستا در دهستان خواشد قرار داشته و بر اساس سرشماری سال ۱۳۹۵ جمعیت آن ۷۰ خانوار و ۱۴۶ نفر بوده است.